# Edmond Pilette
Pour les articles homonymes, voir Pilette.
Edmond Paul Auguste Pilette (Pillette d'après son acte de naissance), né à Armentières le 20 mars 1882 et mort en 1973, est un architecte français exerçant à Toulouse.

## Biographie
Il est le fils d'Émile Pilette architecte à Armentières.
Il commence ses études à l'école des beaux-arts de Lille, élève de François-Joseph Delemer. Il devint élève d'Honoré Daumet, Pierre Esquié et Léon Jaussely, à l'école des Beaux-Arts, promotion 1902 et 1re classe en 1907.
Il s’installe comme architecte à Toulouse où il réalise de nombreux bâtiments Art déco dont sa résidence classée Monument Historique. Son œuvre principale est le lotissement de Gontaud-Biron.

## Réalisations notables
- 1919 : Immeuble Bonzom, 19 rue Saint-Bernard, Toulouse[2].
- 1922 : Villa Marguerite, 10 place du Busca, Toulouse.
- 1922 : maison, 7 bis avenue François-Frizac, Toulouse.
- 1923 : Immeuble Maurice, 6 rue Peyrolières, Toulouse.
- 1923-1924 : Hôtel Pilette, 26 rue d'Aubuisson, Toulouse[3].
- 1928 : maison, 60 rue du Caillou-Gris, Toulouse.
- 1931 : Maison Guignard, lotissement de Gontaud-Biron, Toulouse[4].  Inscrit MH (2018)[5].
- 1932 : Immeuble Gilet, lotissement de Gontaud-Biron, Toulouse[6].  Inscrit MH (2018)[7].
- 1932 : Hôtel particulier Calestroupat, 1 square Boulingrin, Toulouse[8].  Inscrit MH (2018)[9].
- 1933 : Immeuble Valette, lotissement de Gontaud-Biron, Toulouse[10].
- 1933 : Immeuble Thuriès, lotissement de Gontaud-Biron, Toulouse[11].
- 1933 : Immeuble Espitalier, lotissement de Gontaud-Biron, Toulouse[12].
- 1934 : Immeuble Jourdet, lotissement de Gontaud-Biron, 4 square Boulingrin, Toulouse.  Inscrit MH (2018)[13].
- 1934 : Immeuble, 12 rue Lancefoc, Toulouse.

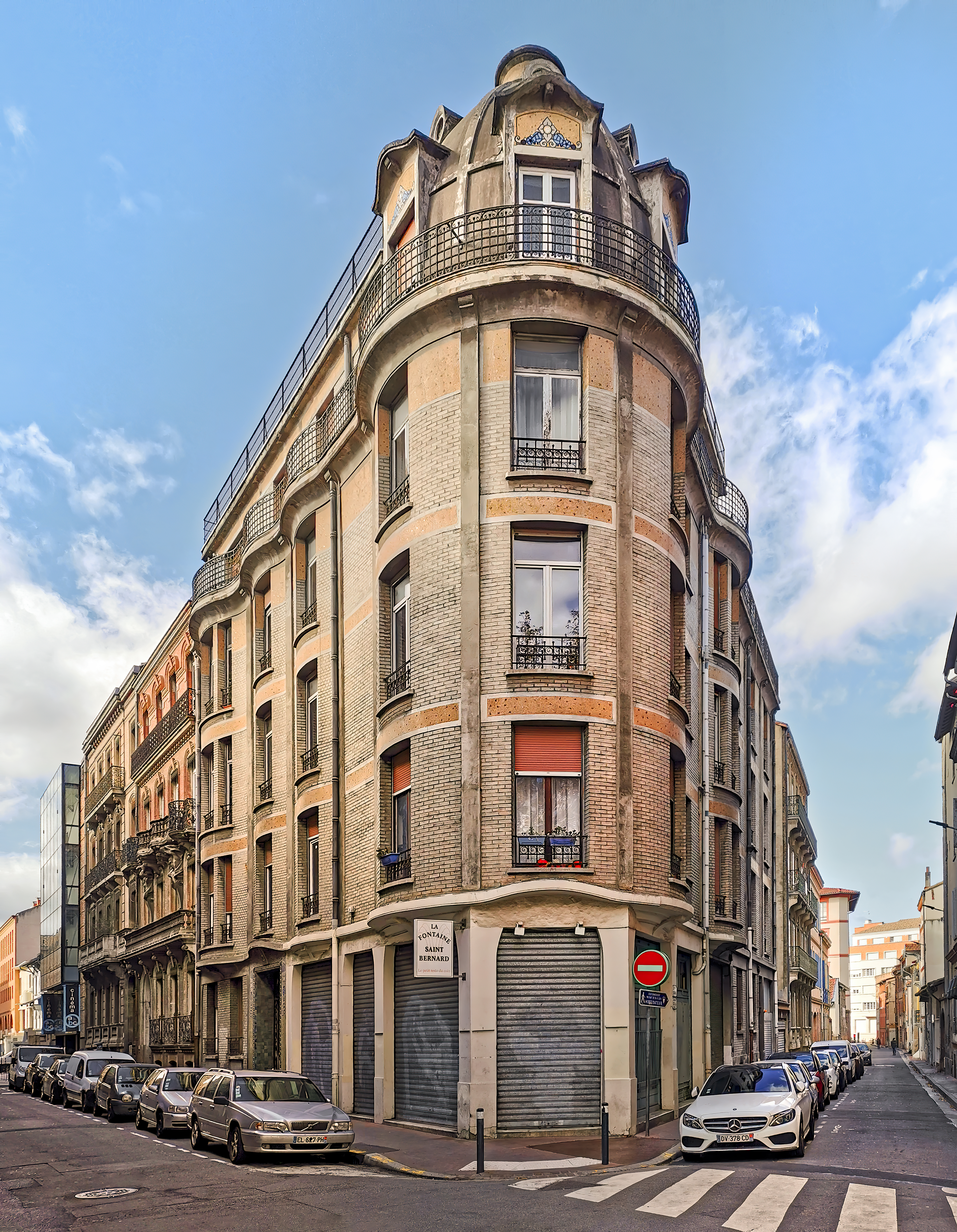
Immeuble Bonzom
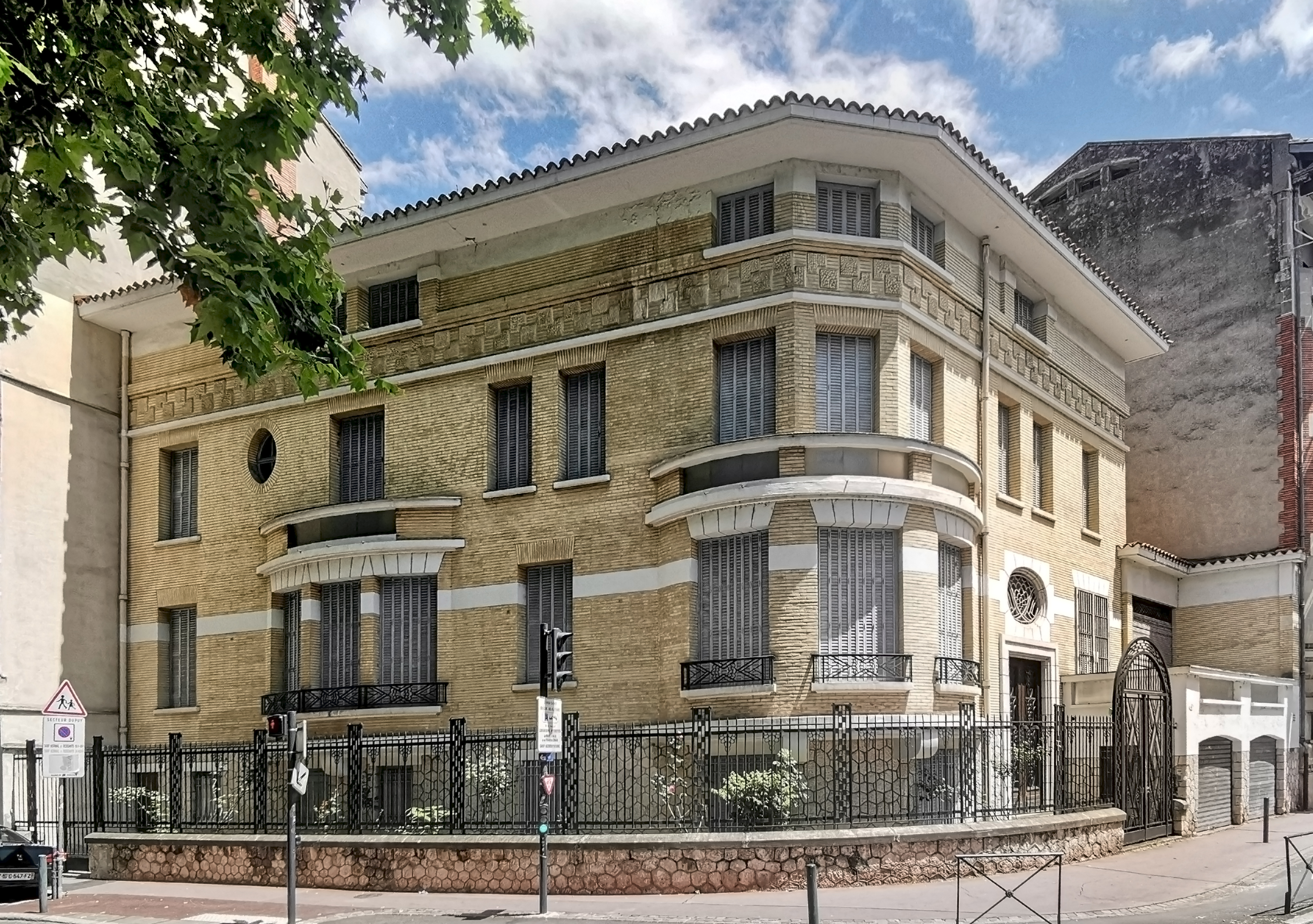
Hôtel particulier Calestroupat
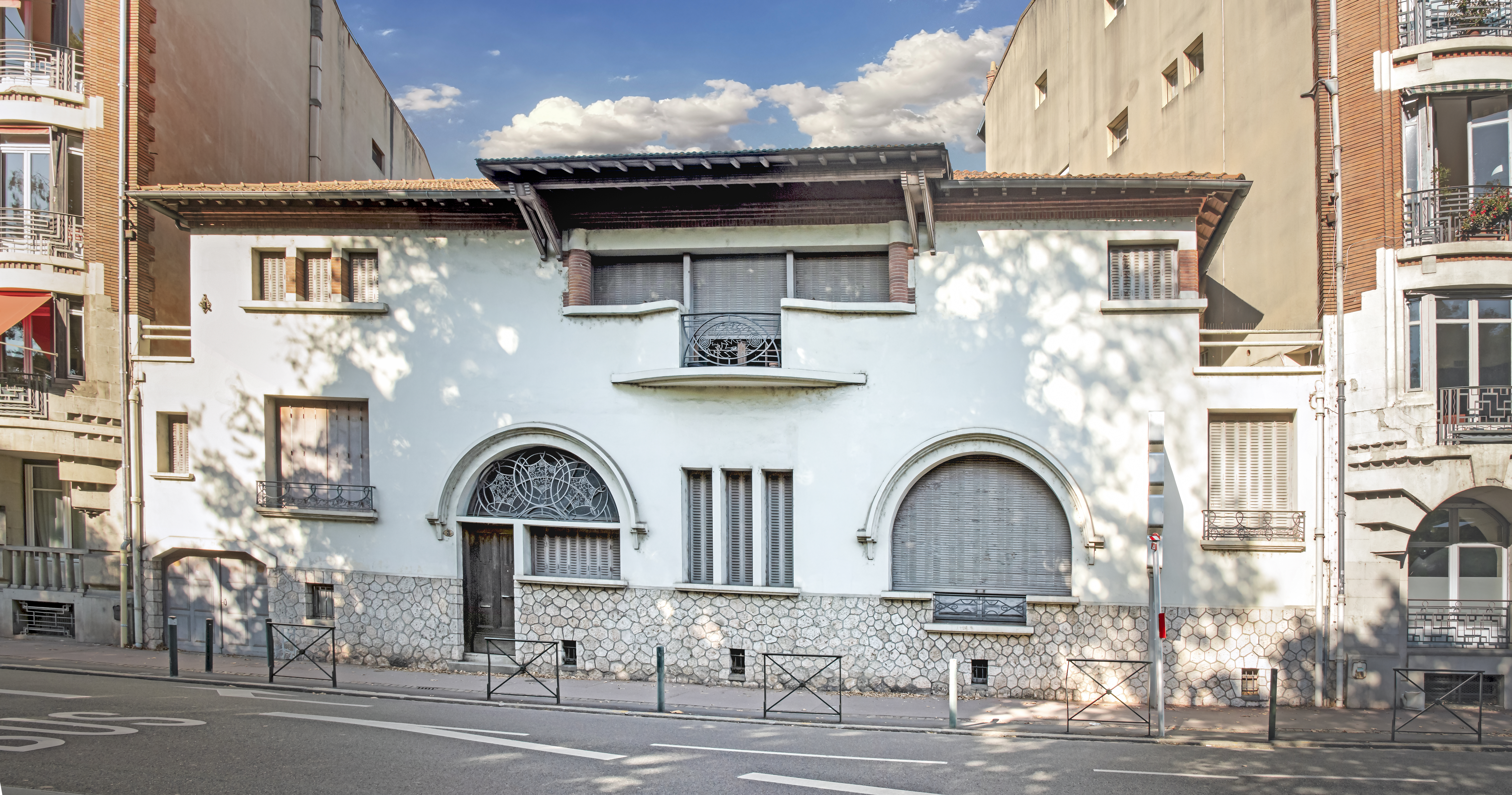
Maison Guignard
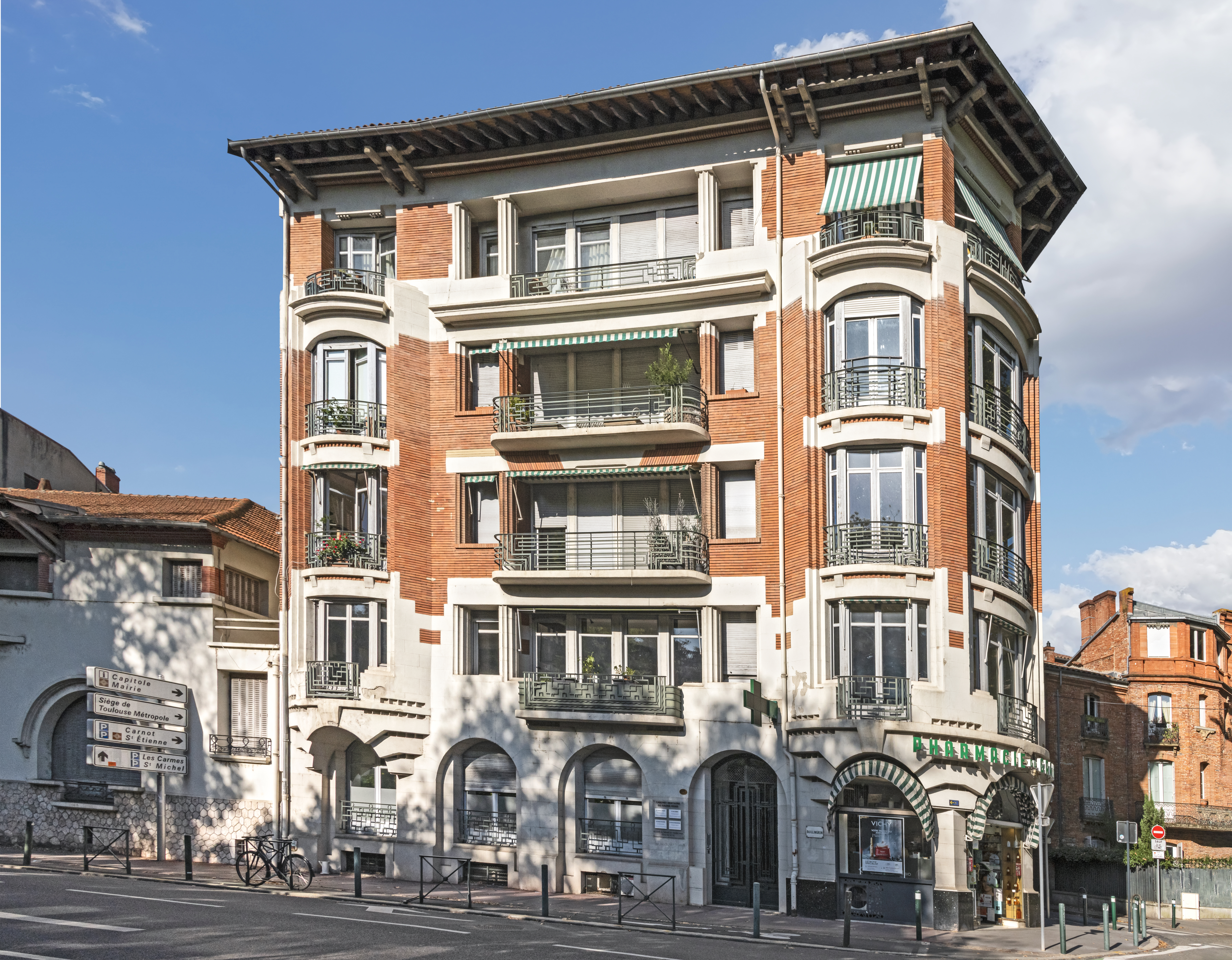
Immeuble Jourdet